# Vic-Fezensac
Vic-Fezensac (gaskonsko Vic de Fesensac) je naselje in občina v južnem francoskem departmaju Gers regije Jug-Pireneji. Leta 2008 je naselje imelo 3.628 prebivalcev.

## Geografija
Naselje leži v pokrajini Gaskonji ob reki Osse, 29 km severozahodno od Aucha.

## Uprava
Vic-Fezensac je sedež istoimenskega kantona, v katerega so poleg njegove vključene še občine Bazaian, Belmont, Caillavet, Callian, Castillon-Debats, Cazaux-d'Anglès, Marambat, Mirannes, Préneron, Riguepeu, Roquebrune, Saint-Arailles, Saint-Jean-Poutge in Tudelle s 5.862 prebivalci.
Kanton Vic-Fezensac je sestavni del okrožja Auch.

## Zanimivosti
- cerkev sv. Petra iz 12. stoletja,
- arena Joseph Fourniol.